# Dolichopoda hussoni
Dolichopoda hussoni is een rechtvleugelig insect uit de familie grottensprinkhanen (Rhaphidophoridae). De wetenschappelijke naam van deze soort is voor het eerst geldig gepubliceerd in 1934 door Lucien Chopard.
1. ↑  (en) Dolichopoda hussoni op de IUCN Red List of Threatened Species.